# Nuoto ai XVI Giochi paralimpici estivi - Uomini 200 metri misti
Le gare di nuoto 200 metri misti uomini ai XVI Giochi paralimpici estivi si sono svolte tra il 26 agosto e il 3 settembre 2021 presso il Tokyo Aquatics Centre. 

## Programma
Sono stati disputati 8 eventi, articolati in una serie di batterie di qualificazione in mattinata; la finale è stata disputata nel pomeriggio/sera del medesimo giorno.
| Evento | Data   | Data   | Data   | Data   | Data   | Data   | Data   | Data   | Data   | Data   | Data   | Data   | Data  | Data  | Data  | Data  | Data  | Data  |
| Evento | Gio 26 | Gio 26 | Ven 27 | Ven 27 | Sab 28 | Sab 28 | Dom 29 | Dom 29 | Lun 30 | Lun 30 | Mar 31 | Mar 31 | Mer 1 | Mer 1 | Gio 2 | Gio 2 | Ven 3 | Ven 3 |
| Evento | M      | P      | M      | P      | M      | P      | M      | P      | M      | P      | M      | P      | M     | P     | M     | P     | M     | P     |
| ------ | ------ | ------ | ------ | ------ | ------ | ------ | ------ | ------ | ------ | ------ | ------ | ------ | ----- | ----- | ----- | ----- | ----- | ----- |
| SM6    | B      | F      |        |        |        |        |        |        |        |        |        |        |       |       |       |       |       |       |
| SM7    |        |        | B      | F      |        |        |        |        |        |        |        |        |       |       |       |       |       |       |
| SM8    |        |        |        |        | B      | F      |        |        |        |        |        |        |       |       |       |       |       |       |
| SM9    |        |        |        |        |        |        |        |        |        |        |        |        | B     | F     |       |       |       |       |
| SM10   |        |        |        |        |        |        |        |        |        |        |        |        |       |       |       |       | B     | F     |
| SM11   |        |        |        |        |        |        |        |        | B      | F      |        |        |       |       |       |       |       |       |
| SM13   |        |        |        |        |        |        |        |        | B      | F      |        |        |       |       |       |       |       |       |
| SM14   |        |        |        |        |        |        |        |        |        |        | B      | F      |       |       |       |       |       |       |

| M | mattina | P | Pomeriggio/sera |

| B | Batterie di qualificazione | F | Finale per medaglia d'oro |

## Risultati
Tutti i tempi sono espressi in secondi. Di fianco al nome dell'atleta, tra parentesi, è indicata la classificazione in cui apparteneva, qualora differente da quella della competizione.

### SM6
| Pos. | Atleta                       | Nazione     | Tempo   | Note            |
| ---- | ---------------------------- | ----------- | ------- | --------------- |
|      | Nelson Crispin Corzo         | Colombia    | 2:38,12 | Record mondiale |
|      | Andrei Granichka             | RPC         | 2:40,92 |                 |
|      | Jia Hongguang                | Cina        | 2:41,29 |                 |
| 4    | Yang Hong                    | Cina        | 2:41,34 |                 |
| 5    | Wang Jingang                 | Cina        | 2:43,74 |                 |
| 6    | Talisson Glock               | Brasile     | 2:45,17 |                 |
| 7    | Juan Jose Gutierrez Bermudez | Messico     | 2:48,79 |                 |
| 8    | Zach Shattuck                | Stati Uniti | 2:52,52 |                 |

### SM7
| Pos. | Atleta                | Nazione     | Tempo   | Note            |
| ---- | --------------------- | ----------- | ------- | --------------- |
|      | Mark Malyar           | Israele     | 2:29,01 | Record mondiale |
|      | Andrii Trusov         | Ucraina     | 2:29,99 |                 |
|      | Carlos Serrano Zarate | Colombia    | 2:31,58 |                 |
| 4    | Inaki Basiloff        | Argentina   | 2:31,62 |                 |
| 5    | Evan Austin           | Stati Uniti | 2:32,53 |                 |
| 6    | Christian Sadie       | Sudafrica   | 2:35,94 | Record africano |
| 7    | Rudy Garcia-Tolson    | Stati Uniti | 2:39,52 |                 |
| 8    | Pipo Carlomagno       | Argentina   | 2:41,55 |                 |

### SM8
| Pos. | Atleta                     | Nazione     | Tempo   | Note |
| ---- | -------------------------- | ----------- | ------- | ---- |
|      | Denys Dubrov               | Ucraina     | 2:20,96 |      |
|      | Xu Haijiao                 | Cina        | 2:21,06 |      |
|      | Yang Guanglong             | Cina        | 2:21,53 |      |
| 4    | Robert Griswold            | Stati Uniti | 2:24,97 |      |
| 5    | Liu Fengqi                 | Cina        | 2:26,94 |      |
| 6    | Dimosthenis Michalentzakis | Grecia      | 2:27,57 |      |
| 7    | Jesse Aungles              | Australia   | 2:29,48 |      |
| 8    | Diogo Cancela              | Portogallo  | 2:33,36 |      |

### SM9
| Pos. | Atleta                  | Nazione       | Tempo   | Note           |
| ---- | ----------------------- | ------------- | ------- | -------------- |
|      | Andrei Kalina           | RPC           | 2:14,90 | Record europeo |
|      | Timothy Hodge           | Australia     | 2:15,42 |                |
|      | Ugo Didier              | Francia       | 2:17,15 |                |
| 4    | Yahor Shchalkanau       | Bielorussia   | 2:18,40 |                |
| 5    | Jonas Kesnar            | Rep. Ceca     | 2:23,00 |                |
| 6    | Oscar Salguero Galisteo | Spagna        | 2:23,92 |                |
| 7    | Jesse Reynolds          | Nuova Zelanda | 2:25,62 |                |
| 8    | Takuro Yamada           | Giappone      | 2:27,18 |                |

### SM10
| Pos. | Atleta           | Nazione     | Tempo   | Note               |
| ---- | ---------------- | ----------- | ------- | ------------------ |
|      | Maksym Krypak    | Ucraina     | 2:05,68 | Record paralimpico |
|      | Stefano Raimondi | Italia      | 2:07,68 |                    |
|      | Bas Takken       | Paesi Bassi | 2:11,39 |                    |
| 4    | Col Pearse       | Australia   | 2:14,20 |                    |
| 5    | Alexander Elliot | Canada      | 2:15,26 |                    |
| 6    | Alan Ogorzalek   | Polonia     | 2:18,97 |                    |
| 7    | Artem Isaev      | RPC         | 2:20,37 |                    |
| 8    | Tadeas Strasik   | Rep. Ceca   | 2:23,26 |                    |

### SM11
| Pos. | Atleta                    | Nazione     | Tempo   | Note            |
| ---- | ------------------------- | ----------- | ------- | --------------- |
|      | Rogier Dorsman            | Paesi Bassi | 2:19,02 | Record mondiale |
|      | Mykhailo Serbin           | Ucraina     | 2:27,97 |                 |
|      | Uchu Tomita               | Giappone    | 2:28,44 |                 |
| 4    | Viktor Smyrnov            | Ucraina     | 2:28,97 |                 |
| 5    | Keiichi Kimura            | Giappone    | 2:29,87 |                 |
| 6    | Yang Bozun                | Cina        | 2:29,95 |                 |
| 7    | Wendell Belarmino Pereira | Brasile     | 2:30,17 |                 |
| 8    | Már Gunnarsson            | Islanda     | 2:37,43 |                 |

### SM13
| Pos. | Atleta                | Nazione     | Tempo   | Note                |
| ---- | --------------------- | ----------- | ------- | ------------------- |
|      | Ihar Boki             | Bielorussia | 2:02,70 | Record mondiale     |
|      | Alex Portal           | Francia     | 2:09,92 |                     |
|      | Thomas van Wanrooij   | Paesi Bassi | 2:10,79 |                     |
| 4    | David Henry Abrahams  | Stati Uniti | 2:12,67 | Record panamericano |
| 5    | Kyrylo Garashchenko   | Ucraina     | 2:13,71 |                     |
| 6    | Taliso Engel          | Germania    | 2:14,05 |                     |
| 7    | Vladimir Sotnikov     | RPC         | 2:14,38 |                     |
| 8    | Danylo Chufarov (S12) | Ucraina     | 2:15,15 |                     |

### SM14
| Pos. | Atleta              | Nazione       | Tempo   | Note                |
| ---- | ------------------- | ------------- | ------- | ------------------- |
|      | Reece Dunn          | Gran Bretagna | 2:08,02 | Record mondiale     |
|      | Gabriel Bandeira    | Brasile       | 2:09,56 | Record panamericano |
|      | Vasyl Krainyk       | Ucraina       | 2:09,92 |                     |
| 4    | Dai Tokairin        | Giappone      | 2:11,29 |                     |
| 5    | Mikhail Kuliabin    | RPC           | 2:12,00 |                     |
| 6    | Robert Isak Jonsson | Islanda       | 2:12,89 |                     |
| 7    | Nicholas Bennett    | Canada        | 2:13,21 |                     |
| 8    | Marc Evers          | Paesi Bassi   | 2:13,25 |                     |